# Фернандо, Плинио
Пли́нио Ферна́ндо (итал. Plinio Fernando, род. 15 сентября 1947, Тунис, Французский протекторат Тунис) — итальянский актёр и скульптор.

## Биография
Плинио и его сестра Лаура родились в итальянской семье доктора медицины Плинио Фернандо и Ильды Сория. В 1952 году семья Фернандо переехала в Италию, в Рим. Плинио на тот момент было пять лет, а Лауре два года. После школы он учился на электромеханика, однако получив диплом работать по профессии не стал, а поступил в театральную академию, где изучал игру по «системе Станиславского», позже играл в театре «Anfitrione». Там он познакомился с режиссёром и соавтором сценариев первых серий о Фантоцци Лучано Сальче.
В фильмах о Фантоцци играл роль его дочери Марианджелы. Само имя «Марианджела» было выбрано не случайно: в 1970—1980-х годах в Италии оно использовалось как жаргонизм для обозначения не очень привлекательных женщин.
Снявшись в восьми фильмах о Фантоцци, Плинио в 1993 году ушёл из кино и начал учиться живописи и скульптуре у Роберто Куссино, Марины Гоцци и Луиджи Диоталлеви. Обучению он посвятил около десяти лет. В основном создаёт скульптуры, которые подражают периоду средневековья, бюсты воинов, батальные сцены и лошадей. Трудиться над некоторыми скульптурами ему помогает его сестра Лаура — архитектор, дизайнер и ювелир. В 2015 году в Городском археологическом музее Анцио прошла его персональная выставка.

## Снимался в фильмах
1. 1975 — Фантоцци — Марианджела, дочь Фантоцци
2. 1976 — Фантоцци Второй Трагический — Марианджела, дочь Фантоцци
3. 1977 — Sturmtruppen
4. 1978 — Melodrammore
5. 1980 — Фантоцци против всех — Марианджела, дочь Фантоцци
6. 1982 — Рассказать, возбудить, раскрутить — жена Цукипера
7. 1983 — У Фантоцци опять неприятности — Марианджела, дочь Фантоцци
8. 1985 — Фраккия против Дракулы — Kлема
9. 1986 — Суперфантоцци — Марианджела, дочь Фантоцци
10. 1988 — Фантоцци уходит на пенсию — Марианджела, дочь Фантоцци
11. 1990 — Фантоцци берёт реванш — Марианджела, дочь Фантоцци
12. 1993 — Фантоцци в раю — Марианджела, дочь Фантоцци